# Rosalie Roos
Rosalie Olivecrona, née Roos le 9 décembre 1823 et morte le 4 juin 1898 à Stockholm, est une écrivaine et féministe suédoise. Elle figure parmi les trois pionnières du mouvement pour les droits des femmes en Suède, avec Fredrika Bremer et Sophie Adlersparre.

## Biographie
Rosalie Ulrika Roos naît dans une famille aisée et grandit à Stockholm. Elle figure parmi les premières étudiantes de la Wallinska skolan (en), l'une des plus anciennes école de filles de Stockholm datant de 1831. En 1839, la famille déménage à Sjogeris, au pied du plateau montagneux de Mösseberg dans la province de Västergötland .  
Hulda Hahr, l'une des amies de Rosalie, enseignait dans une école de filles à  Limestone, près de Charleston, Caroline du Sud, États-Unis. Grâce à son intermédiaire, Rosalie obtient un poste au sein de cet établissement. Elle se rend aux États-Unis en 1851 et y reste pendant quatre ans, d'abord en tant que professeur de français à Limestone et ensuite, comme gouvernante de deux de ses étudiantes, Eliza et Annie Peronneau à la plantation familiale. Par la suite, elle rédige un témoignage de son expérience et de la culture du Sud des États-Unis. Bien qu'elle ne mentionne aucun abus envers les esclaves, elle indique que l'esclavage est "une pratique contre-nature et dégoûtante" dont l'abolition est inévitable. Elle retourne en Suède en 1855. 
En 1859, Rosalie et son amie Sophie Adlersparre lancent le journal Tidskrift för hemmet (en français "Journal pour la maison") avec le soutien financier de Fredrika Limnell. Publication féministe, ce journal, publié de 1859 à 1885 à Stockholm, défendait les droits des femmes et particulièrement le droit à une meilleure éducation et une position professionnelle plus élevée . En 1861, elles font un voyage à travers l'Allemagne, la France, l'Angleterre, l'Écosse et l'Irlande afin de comparer les mouvements féministes dans les différents pays. Elles en concluent que le féminisme est encore peu connu en France et en Allemagne par rapport à la Grande-Bretagne. 
En 1864, elle participe à la création de Svenska Röda Korset (en français la Croix-Rouge suédoise) en compagnie de Sophie Adlersparre, General Major Rudebeck et le Dr Lemchen . 
En 1857, Rosalie Roos épouse Knut Olivecrona, un avocat, politicien et professeur suédois veuf qui a enseigné le droit à l'Université d'Uppsala de 1852 à 1867, a été recteur de cette même université de 1861 à 1862, juge à la Cour Suprême et membre de la Cour internationale de justice de La Haye à partir de 1902.
Rosalie s'installe à Uppsala après leur mariage et devient la belle-mère du fils et des trois filles de son époux. De leur union naîtront une fille et un fils.

## Travaux
- Resa till Amerika (Un voyage aux Amériques) documentaire, 1851–55
- Mary Carpenter 1887
- Spridda blad (Scattered leaves) poème, 1889

## Autres sources
- Ulf Beijbom (in Swedish) : Utvandrarkvinnor. Svenska kvinnoöden i Amerika (Women Emigrants. Destinys of Swedish women in America) (2006)
- Österberg, Carin, Lewenhaupt, Inga & Wahlberg, Anna Greta, Svenska kvinnor: föregångare nyskapare, Signum, Lund, 1990 (1990)